# Peter Atuahene
Peter Kwaku Atuahene (ur. 25 września 1956 w Brosankro) – ghański duchowny rzymskokatolicki, od 1998 biskup Goaso.